# Turbo (filme)
Turbo é um filme americano de animação computadorizada que foi produzido pela DreamWorks Animations e distribuído pela 20th Century Fox. O filme conta a história de um caracol de jardim comum, cujo sonho de se tornar o caracol mais rápido do mundo se realiza. O lançamento ocorreu no dia 17 de julho de 2013. O filme também foi acompanhado por uma série em parceria com a Netflix, que durou de 2013 a 2016.

## Sinopse
Theo é um caracol de jardim, que passa o dia com os outros caracois, colhendo tomates e torcendo para não ser capturado por aves predadoras. Apesar da vida pacata, este jovem animal sonha em se tornar extremamente veloz, como seu ídolo, o corredor campeão de Indianápolis Guy Champéon. A obsessão por velocidade faz com que ele seja ridicularizado pelos colegas. Um dia, no entanto, ele cai acidentalmente dentro do motor de um grande carro de corrida, e um efeito especial acontece em seu corpo, fazendo com que ele se torne extremamente veloz. Rebatizado Turbo, o caracol encontra abrigo na casa de Tito, um vendedor de comida mexicana conhecido pelos planos inusitados e que quase sempre dão errado. Surpreso com a velocidade de Turbo, Tito decide levá-lo a corrida de Indianopolis, para competir com Guy Champéon.     

## Elenco do filme
| Personagem (O/BR/PT)                 | Original             | Brasil             | Portugal Portugal   |
| ------------------------------------ | -------------------- | ------------------ | ------------------- |
| Turbo                                | Ryan Reynolds        | Leo Rabelo         | Ricardo Pereira     |
| Chet                                 | Paul Giamatti        | Bruno Garcia       | Mário Bomba         |
| Tito                                 | Michael Peña         | José Leonardo      | Tiago Retrê         |
| Angelo                               | Luis Guzmán          | Anderson Coutinho  |                     |
| Guy Gagné / Guy Champéon             | Bill Hader           | Maurício Berger    |                     |
| Bobby                                | Richard Jenkins      | Carlos Gesteira    |                     |
| Kim-Ly                               | Ken Jeong            | Fred Mascarenhas   |                     |
| Paz                                  | Michelle Rodriguez   | Márcia Coutinho    | Inês Castel-Branco  |
| Skidmark / Derrape / Acelera         | Ben Schwartz         | Christiano Torreão |                     |
| Burn / Brasa                         | Maya Rudolph         | Isis Valverde      | Filomena Cautela    |
| Smoove Moove / Cara Cool / Descolado | Snoop Dogg           | Cláudio Galvan     | Pedro Bargado       |
| White Shadow / Sombra Branca         | Michael Patrick Bell | Ronaldo Júlio      |                     |
| Whiplash / Chicote / Boss            | Samuel L. Jackson    | Francisco Júnior   | Carlos Pacman Nobre |
| The Foreman / Chefe dos Caracóis     | Paul Dooley          | José Santa Cruz    |                     |

 Versão portuguesa
- Vozes: Guilherme Filipe,[6][7] Romeu Vala,[6] Quimbé,[6]António Melo,[7] Pedro Bargado,[7] José Nobre,[7] Peter Michael,[7] Simon Frankel[7]
- O tema do filme, "O Caracol Acelera", é interpretado FF[6]